# Hylaeochampsidae
Hylaeochampsidae – rodzina krokodylomorfów z grupy Eusuchia. Została nazwana w 1913 roku przez Charlesa Williama Andrewsa jako monotypowa rodzina obejmująca gatunek Hylaeochampsa vectiana. W 2007 roku opisano Iharkutosuchus makadii – krokodylomorfa bardzo podobnego do Hylaeochampsa. Analiza kladystyczna zasugerowała, że są one taksonami siostrzanymi. Kolejnym rodzajem mogącym należeć do Hylaeochampsidae jest Heterosuchus, opisany na podstawie przodowklęsłych kręgów szyjnych i piersiowych odkrytych w osadach o podobnym wieku jak te, w których odnaleziono holotyp Hylaeochampsa. Sugerowano, że Heterosuchus i Hylaeochampsa są synonimiczne, jednak niekompletność materiału kopalnego uniemożliwia stwierdzenie tego z całą pewnością. W 1992 roku James M. Clark i Mark Norell uznali Heterosuchus za nomen dubium, dopóki nie zostaną odnalezione skamieniałości wykazujące cechy diagnostyczne. W 2011 roku opisany został gatunek Pietraroiasuchus ormezzanoi, żyjący w albie na terenach dzisiejszych Włoch; z przeprowadzonej przez autorów jego opisu analizy kladystycznej wynika, że oprócz niego do rodziny Hylaeochampsidae należał także północnoamerykański gatunek Pachycheilosuchus trinquei (przez innych autorów uznawany za spokrewniony z rodziną Atoposauridae), a gatunki te były taksonami siostrzanymi. Zdaniem Buscalioni i in. cechy łączące Pachycheilosuchus z Atoposauridae są jednak homoplazjami wynikającymi z niewielkich rozmiarów. Zarówno Pachycheilosuchus, jak i Pietraroiasuchus mają przodowklęsłe kręgi; u Pietraroiasuchus kości skrzydłowe uczestniczą w tworzeniu nozdrzy wewnętrznych (cecha nieznana u Pachycheilosuchus). W swojej analizie Buscalioni i wsp. nie uwzględnili jednak przedstawicieli Atoposauridae poza Theriosuchus, którego użyto jako jednej z grup zewnętrznych względem analizowanych taksonów. Autorzy ci przedstawili również definicję filogenetyczną, zgodnie z którą do Hylaeochampsidae należy ostatni wspólny przodek gatunków Hylaeochampsa vectiana, Iharkutosuchus makadii, Pachycheilosuchus trinquei i Pietraroiasuchus ormezzanoi i wszyscy jego potomkowie.
Wszystkie znane Hylaeochampsidae były niewielkimi zwierzętami, mierzącymi poniżej 1 m długości. Hylaeochampsa i Iharkutosuchus miały krótkie i szerokie czaszki, z prawdopodobnie wąskim i krótkim pyskiem, podniebieniem charakterystycznym dla przedstawicieli Eusuchia oraz dużymi zębami z tyłu szczęk, nadającymi się do miażdżenia. Iharkutosuchus żywił się prawdopodobnie zarówno twardym, jak i miękkim pokarmem. Pietraroiasuchus i Pachycheilosuchus miały uzębienie homodontyczne i prowadziły w większym stopniu wodny tryb życia. Prawdopodobnie odżywiały się rybami i niewielkimi wodnymi bezkręgowcami, takimi jak skorupiaki. Żyjąca w barremie Hylaeochampsa jest najwcześniejszym znanym przedstawicielem Hylaeochampsidae i całego kladu Eusuchia. Jeszcze starszy okaz, odnaleziony w środkowojurajskich (batońskich) osadach na wyspie Skye, wykazuje podobieństwa do rodzajów Pachycheilosuchus oraz Pietraroiasuchus i także może należeć do Hylaeochampsidae.
Kladogram Hylaeochampsidae według Buscalioni i in. (2011)
|  | Iharkutosuchus                                                         |
|  |                                                                        |
|  | \| \| Pietraroiasuchus \| \| \| \| \| \| Pachycheilosuchus \| \| \| \| |
|  |                                                                        |
|  | Pietraroiasuchus                                                       |
|  |                                                                        |
|  | Pachycheilosuchus                                                      |
|  |                                                                        |

|  | Pietraroiasuchus  |
|  |                   |
|  | Pachycheilosuchus |
|  |                   |

|  | Iharkutosuchus                                                         |
|  |                                                                        |
|  | \| \| Pietraroiasuchus \| \| \| \| \| \| Pachycheilosuchus \| \| \| \| |
|  |                                                                        |
|  | Pietraroiasuchus                                                       |
|  |                                                                        |
|  | Pachycheilosuchus                                                      |
|  |                                                                        |

|  | Pietraroiasuchus  |
|  |                   |
|  | Pachycheilosuchus |
|  |                   |

|  | Iharkutosuchus                                                         |
|  |                                                                        |
|  | \| \| Pietraroiasuchus \| \| \| \| \| \| Pachycheilosuchus \| \| \| \| |
|  |                                                                        |
|  | Pietraroiasuchus                                                       |
|  |                                                                        |
|  | Pachycheilosuchus                                                      |
|  |                                                                        |

|  | Pietraroiasuchus  |
|  |                   |
|  | Pachycheilosuchus |
|  |                   |

|  | Iharkutosuchus                                                         |
|  |                                                                        |
|  | \| \| Pietraroiasuchus \| \| \| \| \| \| Pachycheilosuchus \| \| \| \| |
|  |                                                                        |
|  | Pietraroiasuchus                                                       |
|  |                                                                        |
|  | Pachycheilosuchus                                                      |
|  |                                                                        |

|  | Pietraroiasuchus  |
|  |                   |
|  | Pachycheilosuchus |
|  |                   |

|  | Iharkutosuchus                                                         |
|  |                                                                        |
|  | \| \| Pietraroiasuchus \| \| \| \| \| \| Pachycheilosuchus \| \| \| \| |
|  |                                                                        |
|  | Pietraroiasuchus                                                       |
|  |                                                                        |
|  | Pachycheilosuchus                                                      |
|  |                                                                        |

|  | Pietraroiasuchus  |
|  |                   |
|  | Pachycheilosuchus |
|  |                   |

|  | Iharkutosuchus                                                         |
|  |                                                                        |
|  | \| \| Pietraroiasuchus \| \| \| \| \| \| Pachycheilosuchus \| \| \| \| |
|  |                                                                        |
|  | Pietraroiasuchus                                                       |
|  |                                                                        |
|  | Pachycheilosuchus                                                      |
|  |                                                                        |

|  | Pietraroiasuchus  |
|  |                   |
|  | Pachycheilosuchus |
|  |                   |

|  | Iharkutosuchus                                                         |
|  |                                                                        |
|  | \| \| Pietraroiasuchus \| \| \| \| \| \| Pachycheilosuchus \| \| \| \| |
|  |                                                                        |
|  | Pietraroiasuchus                                                       |
|  |                                                                        |
|  | Pachycheilosuchus                                                      |
|  |                                                                        |

|  | Pietraroiasuchus  |
|  |                   |
|  | Pachycheilosuchus |
|  |                   |

|  | Iharkutosuchus                                                         |
|  |                                                                        |
|  | \| \| Pietraroiasuchus \| \| \| \| \| \| Pachycheilosuchus \| \| \| \| |
|  |                                                                        |
|  | Pietraroiasuchus                                                       |
|  |                                                                        |
|  | Pachycheilosuchus                                                      |
|  |                                                                        |

|  | Pietraroiasuchus  |
|  |                   |
|  | Pachycheilosuchus |
|  |                   |